# Нісі Норіхіро
Нісі Норіхіро (яп. 西 紀寛, нар. 9 травня 1980, Осака) — японський футболіст.

## Виступи за збірну
2004 року дебютував в офіційних матчах у складі національної збірної Японії. Відтоді провів у формі головної команди країни 5 матчі.

## Статистика виступів
| Збірна Японії | Збірна Японії | Збірна Японії |
| Роки          | Ігри          | голи          |
| ------------- | ------------- | ------------- |
| 2004          | 5             | 0             |
| Усього        | 5             | 0             |

## Титули і досягнення
- У складі збірної:
  - Чемпіон Азії: 2004
- Клубні:
  - Чемпіон Японії: 1999, 2002
  - Володар Кубка Імператора: 2003
  - Володар Суперкубка Японії: 2000, 2003, 2004
  - Володар Кубка Джей-ліги: 2010
  - Переможець Ліги чемпіонів АФК: 1999
  - Володар Суперкубка Азії: 1999